# Iceberg A-76

Animació del trencament de l'iceberg A-76 amb imatges de satèl·lit. També es mostra la compoaració de la mida d'aquest amb l'illa de Mallorca.

A-76 és un iceberg que es va desprendre de la barrera de gel Filchner-Ronne de l'Antàrtida a mitjan maig del 2021, considerat el més gros del planeta. Decennis abans, l'any 1986, ja se n'havia després un altre de la mateixa barrera, l'A-23a, que fins a l'aparició de l'A76 havia estat el de més extensió.
L'iceberg es va desprendre de la part occidental de la barrera de gel, al mar de Weddell, on ha quedat flotant. Té una morfologia allargada, i unes dimensions d'aproximadament 170 km de llarg per 25 km d'ample. La superfície, en el moment en què es fragmentà del continent, s'havia calculat en 4.320 km².
La massa d'aigua congelada va ser observada per primera vegada per Keith Makinson, un oceanograf polar de la british Antarctic Survey el maig de 2022, a partir d'imatges del satèl·lit Sentinel-1, pertanyent al programa Copernicus de l'Agència Espacial Europea.

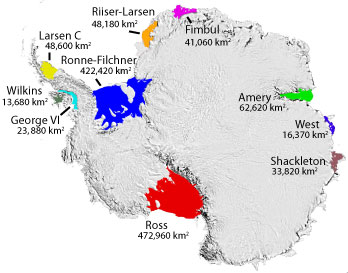
L'iceberg A-76 es va desprendre de la barrera de gel Filchner-Ronne, marcada en blau a la imatge.